# Sinclair Armstrong
Sinclair Armstrong (Dublín, 22 de junio de 2003) es un futbolista irlandés que juega en la demarcación de delantero para el Bristol City F. C. de la EFL Championship.

## Selección nacional
Hizo su debut con la selección de fútbol de Irlanda el 10 de septiembre de 2023 en un partido de clasificación para la Eurocopa 2024 contra Países Bajos que finalizó con un resultado de 1-2 a favor del combinado neerlandés tras el gol de Adam Idah para Irlanda, y de Cody Gakpo y Wout Weghorst para Países Bajos.

## Clubes
| Club                          | País       | Año       | Partidos | Goles |
| ----------------------------- | ---------- | --------- | -------- | ----- |
| Shamrock Rovers F. C.         | Irlanda    | 2018-2020 | 1        | 0     |
| Shamrock Rovers F. C. II      | Irlanda    | 2020      | 6        | 0     |
| Torquay United F. C. (cedido) | Inglaterra | 2021-2022 | 8        | 2     |
| Aldershot Town F. C. (cedido) | Inglaterra | 2022      | 3        | 2     |
| Queens Park Rangers F. C.     | Inglaterra | 2022-2024 | 64       | 4     |
| Bristol City F. C.            | Inglaterra | 2024-     | 38       | 3     |